# 苏州工业职业技术学院
苏州工业职业技术学院（英語：Suzhou Vocational Institute of Industrial Technology），简称苏工院，位于中国 江苏省苏州市吴中区越溪街道苏州国际教育园，是2003年由江苏省人民政府批准成立的市属公办高职院校，是国家首批“双高计划”建设单位。学校前身可追溯到成立于1946年9月的江苏省立苏州高级工业职业学校，是苏州最早建立的工科类职业技术学校之一。2003年由苏州高级工业学校、苏州机械学校和苏州虎丘中专合并升格而成。学校2015年以“优秀”成绩通过江苏省示范性高等职业院校验收，2018年入选江苏省高水平高等职业院校建设单位，2019年入选中国特色高水平高职学校和专业建设单位，2021年成立国家示范性职业教育集团。学校始终坚持社会主义办学方向，秉承“向阳而生、精工笃行”校训和“我在乎你”学院精神，努力培养德智体美劳全面发展的社会主义建设者和接班人。
学校坐落于苏州吴中区上方山下，石湖之畔，占地500余亩，建筑总面积21余万平方，是江苏省文明校园、江苏省绿色校园、江苏省智慧校园、江苏省高等学校信息化建设先进集体、江苏省体育特色学校、江苏省征兵工作先进单位、江苏省学生资助绩效考核优秀单位、江苏省高校毕业生就业创业工作考核优秀单位、全国党建工作样板支部建设单位。
学校现设精密制造工程系、机电工程系、电子与通信工程系、软件与服务外包学院、经贸管理系、建筑工程与艺术设计系、国际教育学院、汽车工程系、马克思主义学院、体育部，开设专业40个，有在校生9000余名，教职工500余名。教师中副高级以上职称140余名、江苏省有突出贡献中青年专家1名、江苏省“333高层次人才培养工程”第三层次人才8名、江苏省高校“青蓝工程”优秀青年骨干教师和中青年学术带头人37名，学校获评江苏省高校“青蓝工程”优秀教学团队6个、国家级职业教育教师教学创新团队1个、教育部首批课程思政教学团队1个、全国高校黄大年式教师团队1个。
学校积极抢抓“一带一路”建设、长江经济带发展和长三角区域一体化发展三大国家战略在苏州叠加实施机遇，不断凝炼办学特色，建设国家高水平专业群1个，中央财政支持重点建设专业和全国示范专业2个，江苏省高校品牌专业、特色专业、高水平骨干专业7个，江苏省高水平专业群3个。学校对接智能制造重点领域，以国家高水平专业群“智能控制技术专业群”建设为支点，充分开展国家职业教育改革实施方案、职业教育提质培优行动计划、苏锡常都市圈职业教育改革创新等方面的研究和实践，获得国家教学成果奖一等奖1项、江苏省教学成果奖特等奖2项、江苏省高等职业院校信息化教学大赛一等奖2项、江苏省职业院校教学大赛一等奖6项，建设国家职业教育专业教学资源库1个、国家教材建设奖一等奖1项、江苏省教材建设奖2项、国家“十三五”规划教材10本、省“十四五”职业教育规划教材8本、省“十三五”重点建设教材11本。
学校紧扣立德树人根本任务，构建“三全”育人大思政工作体系，培育劳模精神、劳动精神、工匠精神，坚持德技并修，提高人才培养质量。获评中国大学生自强之星3人、江苏省最美职教生5人，入围江苏省大学生年度人物4人，斩获国家、省级大学生技能竞赛奖项374项，其中“一带一路暨金砖国家技能发展与技术创新大赛”国际赛金牌2枚、全国职业院校技能大赛一等奖9项、“挑战杯”“互联网+”等大学生创新创业大赛省级以上一等奖40余项，获评江苏省本专科优秀毕业论文（设计）一等奖11项。毕业生就业率始终保持在95%以上，为地区经济社会发展提供人才资源支撑。
学校依托职业教育集团、产教融合联合体、产教融合型企业、企业学院的“四位一体”平台体系，集聚校企、校地资源，深化政行校企合作，完善协同育人机制，实现专业订单培养全覆盖，班级企业冠名全覆盖。依托国家级产教协同创新中心、国家级众创空间、省级创新中心、工程实验室等科创服务平台，不断提升产学研能力，开展技术服务。依托苏州市职业技能等级认定第三方评价机构资质、继续教育远程服务平台、社会化考试服务平台，持续开展各类社会服务和继续教育工作。
学校将始终以习近平新时代中国特色社会主义思想为指导，全面贯彻党的教育方针，坚持立德树人，以更加关注学生成长，更加关注教师发展，更加关注内涵建设，更加关注精准管理，更加关注办学效益为出发点和着力点，努力办好人民满意的职业教育，奋力开创国家“双高计划”和职业教育本科建设新局面，为苏州产业发展和区域发展作出更大贡献。

## 历史
苏州工业职业技术学院前身为1946年创办的江苏省立苏州高级工业职业学校。1953年分拆为苏州电力学校（1954年迁南京改南京电力学校，现南京工程学院，另余电力部属苏州建筑工程学校，后发展为苏州第七中学）、杭州化工学院（现浙江工业大学）、苏州建筑工程学校（建工部属，现苏州科技大学）。
1981年，苏州第七中学高中部改为苏州电子职业中学，1985年设苏州电子学校，1992年改名苏州市高级工业学校。
1980年，苏州第十八中学高中部改为苏州机械职业中学，1985年设苏州机械学校。
1986年苏州郊区职业中学成立，2001年设苏州虎丘中专。
上述三校于2003年合并成为苏州工业职业技术学院。

## 现任领导
党委书记王洪法同志
主持学校党委全面工作。负责党建、组织、干部（含离休老干部）、人才、统战、意识形态、精神文明、思想政治、机要保密、档案等方面工作。
分管党委办公室、组织部（统战部）、宣传部。
党委副书记、院长马延文同志
主持学校行政全面工作。负责“双高”建设、外事与港澳台事务、人事、师资队伍建设、财务、审计、信访等方面工作。
分管院长办公室（外事办公室）、教师工作部、人事师资处、财务处（审计处）。
党委副书记、副院长吴少华同志
负责学校宣传、意识形态与网络安全、学生思想政治教育与管理、招生与就业、教代会、工会、妇联、共青团、退休教职工、关工委、校友会等方面工作。
分管学生工作部（处）、工会、妇联、团委、关工委、退协，协助分管宣传部。
党委委员、副院长刘晓同志
负责学校后勤服务、资产管理、基本建设（含重点项目工程）、安全保卫、人民武装、计生卫生、群众体育等方面的工作。
分管后勤与资产管理处、保卫处（人武部）。
党委委员、纪委书记魏影同志
主持学校纪委全面工作。负责纪检、监察等方面工作。
分管纪检监察室。
党委委员、副院长苏华同志
负责学校教学管理、专业建设、创新创业、教学质量保证、高职教育研究、继续教育与社会培训、劳动教育、艺术教育、语言文字等方面工作，协助负责“双高”建设工作。
分管教务处、高等职业教育研究所（质量保证中心、学报编辑部）、继续教育学院（培训管理中心）。
党委委员、副院长王勇同志
负责学校科研、对外技术合作与服务、国际交流与校企合作、数字化校园建设与图文信息等方面工作。
分管科技处、对外交流与校企合作处、数字化校园与图文信息中心。

## 学科院系
精密制造工程系、机电工程系、电子与通信工程系、软件与服务外包学院、经贸管理系、建筑工程与艺术设计系、国际教育学院、汽车工程系

## 研究所、实验室
- 计算中心
- 电工电子实训中心
- 机电工程实训中心

## 校园设施
- 行政楼 电子楼 信息楼 CD教学楼 食堂
- 报告厅 机电楼 AB教学楼 体育馆 宿舍